# Parma Heights (Ohio)
Parma Heights es una ciudad ubicada en el condado de Cuyahoga en el estado estadounidense de Ohio. En el Censo de 2010 tenía una población de 20718 habitantes y una densidad poblacional de 1.910,96 personas por km².

## Geografía
Parma Heights se encuentra ubicada en las coordenadas 41°23′0″N 81°45′41″O / 41.38333, -81.76139. Según la Oficina del Censo de los Estados Unidos, Parma Heights tiene una superficie total de 10.84 km², de la cual 10.84 km² corresponden a tierra firme y (0%) 0 km² es agua.

## Demografía
Según el censo de 2010, había 20718 personas residiendo en Parma Heights. La densidad de población era de 1.910,96 hab./km². De los 20718 habitantes, Parma Heights estaba compuesto por el 91.13% blancos, el 2.76% eran afroamericanos, el 0.17% eran amerindios, el 3.05% eran asiáticos, el 0.04% eran isleños del Pacífico, el 1.05% eran de otras razas y el 1.81% pertenecían a dos o más razas. Del total de la población el 3.83% eran hispanos o latinos de cualquier raza.